# Halsband (BDSM)
För andra betydelser, se Halsband.
| Halsband (Collar) |
| --- |
| Halsband av typen läderrem runt en kvinnas hals. - Betydelse – symbol för underkastelse inom BDSM - Utformning – halsband, halsring, "hundhalsband" eller annan läderrem - Påverkan – påminnelse om personens roll i leken eller scenen |

Halsband eller collar (engelska: collar) används inom BDSM som ett sätt att markera personens vilja till underkastelse. Det kan se ut på ett antal olika sätt men är ofta utformat i läder eller metall.

## Funktion
Halsbandet är en symbol för den undergivnas roll i BDSM-leken. Genom halsbandet blir personen påmind om sin roll under lekens gång, och den dominanta blir påmind om sin motsvarande roll. Halsbandet kan markera ägarskap, det vill säga att halsbandsbäraren "ägs" och är "slav" i den aktuella situationen (alternativt i en mer permanent ägare/slav-relation). Det kan också användas för utövande av erotisk förnedring.
Halsbandet kan underlätta den undergivnas kvarhållande i "subspace", det passiva och transliknande tillstånd som ofta är målet för en undergiven i en BDSM-situation.
Inom BDSM-relaterad pornografi eller andra typer av våldspornografi är halsband återkommande inslag. Där fungerar halsbandet som en visuellt effektiv symbol för maktskillnaden mellan deltagarna i scenen, och både tittaren och skådespelarna påminns om skådespelarnas roller. Materialet produceras i regel för att framstå som så realistiskt som möjligt, i simuleringen av det våld och den aggression som scenen ger sken av att framställa.

### Användningsområden
BDSM-halsband kan bäras av ett antal olika skäl. Detta inkluderar som:
- Övervägandehalsband – ett lätt avplockningsbart halsband för personer som leker med tanken på en undergiven roll
- Träningshalsband – markör för en undergiven under tillvänjningsfasen
- Permanent halsband – markör för en hängiven undergiven, ibland att likna vid en vigselring och i vissa fall symbol för en underkastelse till en person som gäller dygnet runt
- Daghalsband – ofta ett mer diskret halsband av smyckeskaraktär, som kan bäras av en undergiven i allmänna sammanhang
- Lekhalsband – halsband som endast bärs under en BDSM-lek
- Skyddshalsband – halsband som placeras tillfälligt på en undergiven i väntan på en mer permanent halsbandsvariant

## Utformning
Ett halsband inom BDSM kan placeras runt halsen eller ersättas med en annan typ av symbol för maktförskjutningen. Det kan även inkludera en låsanordning.

### Runt halsen
Ett BDSM-halsband kan se ut på en mängd olika sätt, bland annat beroende på personens smak eller situationens karaktär. Det kan likna ett hundhalsband, det vill säga vara gjort i läder och se ut som en rem som fästs runt halsen. En annan form av "halsband" är den som motsvarar en halsring av metall.
Oavsett material och utförande har ett BDSM-halsband oftast en form av ring eller annan fästanordning. På så sätt kan halsbandet fästas i ett koppel, för "styrning" av den undergivna personen i BDSM-leken. Alternativt kan den undergivna via fästanordningen bindas fast, vilket möjliggör olika typer av bondage-arrangemang.
Halsbandet är ofta i svart, vilket är en vanlig symbolfärg inom BDSM.

### På andra ställen
Ett "halsband" kan inom BDSM placeras även på andra ställen än runt halsen. Halsbandet kan då bytas ut mot en ring runt ett finger, ett armband, örhänge eller örhängen eller armbandsur.
BDSM-kulturen har på senare år fått ökad uppmärksamhet utanför den etablerade BDSM-kulturen, bland annat via populära böcker och filmer som Femtio nyanser. Detta ökat på variationen och utbudet av accessoarer i det allmänna modet som kan användas under en BDSM-lek. Numera finns det även hjärtformade hänglås som är mer diskreta än vanliga hänglås. Under 2020-talet har det blivit vanligt med olika typer av BDSM-influerade halsringar, -remmar och -band, ofta av den snävt sittande typen choker.